# گرگول علیا
گرگول علیا، روستایی است از توابع بخش لاجان و در شهرستان پیرانشهر استان آذربایجان غربی ایران.

## جمعیت
این روستا در دهستان لاهیجان شرقی قرار دارد و بر اساس سرشماری سال ۱۳۸۵ جمعیت آن ۲۲۸ نفر (۳۸ خانوار)
بوده‌است.